# Ensayo general para la muerte
Ensayo general para la muerte es una película policíaca española del año 1963 dirigida por Julio Coll y escrita por Pedro Mario Herrero. La película fue rodada en Francia producto de la censura de la época en España.

## Argumento
Un famoso director de teatro (Carlos Estrada) decide asesinar a su esposa (Susana Campos) tras enterarse de que esta le ha sido infiel.

## Reparto
- Carlos Estrada - Jean
- Susana Campos - Arlette
- Irán Eory - Franka
- Roberto Camardiel - Comisario
- Ángel Picazo - Henri
- Rufino Inglés

## Premios
66.ª edición de las Medallas del Círculo de Escritores Cinematográficos
| Categoría      | Persona             | Resultado |
| -------------- | ------------------- | --------- |
| Mejor director | Julio Coll          | Ganadora  |
| Mejor actor    | Roberto Camardiel   | Ganadora  |
| Mejor guion    | Pedro Mario Herrero | Ganadora  |